# حسن ملکشاهی
حسن ملکشاهی (۱۳۰۷–۱۳۸۷) فیلسوف ایرانی و استاد دانشگاه تهران بود. او برای نگارش کتاب ترجمه و شرح اشارات و تنبیهات ابن سينا برگزیدهٔ کتاب سال ایران شد.

## زندگی
در بابل به دنیا آمد و از دانشگاه تهران دکترا گرفت. مدتی مدیریت گروه فلسفه دانشکده الهیات دانشگاه تهران را بر عهده داشت و استاد مدعو در دانشگاه پرینستون بود.

## آثار
- حرکت و استیفای اقسام آن، تهران: سروش
- ترجمه و تفسیر تهذیب المنطق تفتازانی، حسن ملکشاهی، ناشر: سروش
- ترجمه و شرح اشارات و تنبیهات
- اث‍ول‍وج‍ی‍ا، ت‍رج‍م‍ه‌ و ش‍رح‌ ف‍ارس‍ی‌ از ح‍س‍ن‌ م‍ل‍ک‍ش‍اه‍ی‌، تهران: سروش‬
- ترجمهٔ السیاسة المدنیه از ابونصر فارابی
- ترجمهٔ الالفاظ المستعمله فی المنطق از ابونصر فارابی
- ترجمهٔ فصول منتزعه